# Seven de Nueva Zelanda 2015
El Seven de Nueva Zelanda de 2015 fue la decimosexta edición del torneo de rugby 7 y el cuarto torneo de la temporada 2014-15 de la Serie Mundial Masculina de Rugby 7.
Se disputó en la instalaciones del Westpac Stadium de Wellington.

## Fase de grupos

### Grupo A
| Equipo         | Encuentros | Encuentros | Encuentros | Encuentros | Tantos  | Tantos    | Tantos     | Puntos |
| Equipo         | jugados    | ganados    | empatados  | perdidos   | a favor | en contra | diferencia | Puntos |
| -------------- | ---------- | ---------- | ---------- | ---------- | ------- | --------- | ---------- | ------ |
| Estados Unidos | 3          | 2          | 0          | 1          | 92      | 38        | +54        | 7      |
| Sudáfrica      | 3          | 2          | 0          | 1          | 55      | 43        | +12        | 7      |
| Francia        | 3          | 2          | 0          | 1          | 64      | 60        | +4         | 7      |
| Japón          | 3          | 0          | 0          | 3          | 29      | 99        | –70        | 3      |

Nota: Se otorgan 3 puntos al equipo que gane un partido, 2 al que empate y 1 al que pierda

### Grupo B
| Equipo             | Encuentros | Encuentros | Encuentros | Encuentros | Tantos  | Tantos    | Tantos     | Puntos |
| Equipo             | jugados    | ganados    | empatados  | perdidos   | a favor | en contra | diferencia | Puntos |
| ------------------ | ---------- | ---------- | ---------- | ---------- | ------- | --------- | ---------- | ------ |
| Nueva Zelanda      | 3          | 3          | 0          | 0          | 88      | 17        | +71        | 9      |
| Inglaterra         | 3          | 2          | 0          | 1          | 61      | 29        | +32        | 7      |
| Canadá             | 3          | 1          | 0          | 2          | 51      | 53        | –2         | 5      |
| Papúa Nueva Guinea | 3          | 0          | 0          | 3          | 7       | 108       | –101       | 3      |

### Grupo C
| Equipo    | Encuentros | Encuentros | Encuentros | Encuentros | Tantos  | Tantos    | Tantos     | Puntos |
| Equipo    | jugados    | ganados    | empatados  | perdidos   | a favor | en contra | diferencia | Puntos |
| --------- | ---------- | ---------- | ---------- | ---------- | ------- | --------- | ---------- | ------ |
| Fiyi      | 3          | 3          | 0          | 0          | 87      | 43        | +44        | 9      |
| Australia | 3          | 2          | 0          | 1          | 70      | 19        | +51        | 7      |
| Gales     | 3          | 1          | 0          | 2          | 44      | 90        | –46        | 5      |
| Portugal  | 3          | 0          | 0          | 3          | 31      | 80        | –49        | 3      |

### Grupo D
| Equipo    | Encuentros | Encuentros | Encuentros | Encuentros | Tantos  | Tantos    | Tantos     | Puntos |
| Equipo    | jugados    | ganados    | empatados  | perdidos   | a favor | en contra | diferencia | Puntos |
| --------- | ---------- | ---------- | ---------- | ---------- | ------- | --------- | ---------- | ------ |
| Kenia     | 3          | 2          | 0          | 1          | 54      | 59        | –5         | 7      |
| Escocia   | 3          | 2          | 0          | 1          | 49      | 45        | +4         | 7      |
| Argentina | 3          | 1          | 1          | 1          | 66      | 49        | +17        | 6      |
| Samoa     | 3          | 0          | 1          | 2          | 47      | 63        | –16        | 4      |

## Fase Final

### Cuartos de final
| 7 de febrero | Estados Unidos | 15 - 19 | Escocia |  |  |

| 7 de febrero | Fiyi | 21 - 26 | Inglaterra |  |  |

| 7 de febrero | Kenia | 5 - 19 | Sudáfrica |  |  |

| 7 de febrero | Nueva Zelanda | 26 - 7 | Australia |  |  |

### Semifinal
| 7 de febrero | Escocia | 19 - 24 | Inglaterra |  |  |

| 7 de febrero | Sudáfrica | 7 - 17 | Nueva Zelanda |  |  |

### Final
| 7 de febrero | Inglaterra | 21 - 27 | Nueva Zelanda |  |  |

| Bandera de Nueva Zelanda |
| Campeón Nueva Zelanda    |
| 1º título del circuito   |